# ブラックホーク郡区 (アイオワ州ブラックホーク郡)
ブラックホーク郡区は、アメリカ合衆国、アイオワ州、ブラックホーク郡にある17の郡区の一つである。2000年の国勢調査で、人口は2494人だった。

## 地理
ブラックホーク郡区は、81.2平方キロメートル（31.37平方マイル)で、Hudsonが含まれている。アメリカ地質調査所によると、この郡区はCedar ValleyとHudsonとZion Lutheranの3つの霊園が含まれている。